# Liste der Ehrendoktoren der Universität Innsbruck
Die Liste der Ehrendoktoren der Universität Innsbruck listet alle Personen auf, die von der Universität Innsbruck seit 1945 die Doktorwürde ehrenhalber verliehen bekommen haben, chronologisch sortiert nach dem Jahr der Verleihung.

## Ehrendoktoren

### 1945–1949
1947: Theodor Rittler
1949: Josef Joham, Josef Weingartner

### 1950–1959
1950: Ernst Durig, Godehard Josef Ebers, Wilhelm Gerloff, Pierre Voizard
1951: Otto Stolz
1952: Arnold Durig, Rudolf Laun, Guido Müller
1953: Martin Henze, Joseph Otto Kolb
1954: Boris Rajewsky
1956: Hermann Wopfner
1958: Viktor Franz Hess, Arthur Michael, Richard Pfaundler, Josef Schmid, Franz Schreibmayr, Klemens Tilmann

### 1960–1969
1960: Anton Dörrer, Siegfried Fussenegger, Albin Lesky, Matthias Mayer, Oswald Nell-Breuning
1961: Adolf Merkl, Georg Schreiber
1962: Bruno Griesser
1963: Leo Rosenberg, Gerald Seligman
1965: Edmund Hartig, Leo Santifaller
1966: Hermann Conrad, Franz Patat, Otto Schnutenhaus
1967: Herbert Berg, Karl Wahle
1968: Max Auwärter, Joseph Bech, Hugo Rahner, Günter Schmölders, Karl Strasser
1969: Henry Barcroft, Jean Bernard, Ernst Derra, Ernst Gamillscheg, Herwig Hamperl, Hubert Rohracher, Gian Töndury, Jan Waldenström
Zur 300-Jahr-Feier der Universität wurden 1969 und 1970 zahlreiche Ehrendoktorate verliehen.

### 1970–1979
1970: Helmut Arndt, Fritz Baur, Max Beier, Moriz Enzinger, Piet F. Fransen, Gottfried Haberler, Max Kaser, Victor Kraft, Hans Krasensky, Walther Kraus, Franz König, Joseph Lortz, Henri de Lubac, Vincenzo Monachino, Willibald Pöchl, Karl Rahner, Heinrich Schlier, Rudolf Schnackenburg, Johannes Spörl, Hans Thirring
1971: Clemens Bauer, Heinz Haller, Clemens Holzmeister, Johannes Messner, Ernst A. Schmidt, Ferdinand Tremel
1972: Alfons Stickler, Karl Wolfsgruber
1973: Giuseppe Bettiol, Walter Ullmann
1974: Johannes Duft, Edmund Heinen, Hugo Moser, Hermann Wiesflecker
1976: Franz Huter, Peter Klaudy, Mario Napoli, Wilhelm Weber
1979: Guy Héraud, Hubert Jedin

### 1980–1989
1980: Walter Brugger, Wolfgang Czernin, Ernst Neufert, Paul Ozenda
1981: Leonard R. Palmer, Maxime Seligmann
1982: Heinrich Appelt, Fritz Schwind
1983: Robert Varney, Johannes Wagner
1984: Ernst Brandl, Alfred Pauser
1985: Johannes Erben, Heinrich Kuen
1986: Francis Emerich, Rudolf Kirchschläger, Josef Zander
1987: Albert W Castleman Junior, Hans Floretta, Stephan Koren, Georg Wilhelm Löhr
1988: Karl Burmann, Carlo Cappelletti, René Girard
1989: Leonida Rosino, Wolfgang Stegmüller

### 1990–1999
1990: Knut Borchardt (Sozial- u. Wirtschaftswissenschaften), Renato Perini (Philosophie)
1991: Herbert Kupfer (Technische Wissenschaften), Karl Lehmann (Theologie)
1992: Erwin Kräutler (Sozial- u. Wirtschaftswissenschaften)
1993: Wolfgang Wilmanns (Medizin)
1994: Karl Horst Schmidt (Philosophie), Reinhold Stecher (Philosophie)
1997: Josef Eibl (Technische Wissenschaften), Margarete Schütte-Lihotzky (Technische Wissenschaften), Hans Wolfgang Singer (Sozial- u. Wirtschaftswissenschaften)
1998: Eldon E. Ferguson (Naturwissenschaften), Franz Matscher (Rechtswissenschaften), Ralph Steinmann (Medizin), James Wittliff (Medizin), Georg Henrik von Wright (Naturwissenschaften)
1999: Ludger Honnefelder (Theologie)

### 2000–2010
2000: Crispin Gardiner (Naturwissenschaften), Mitja Gustin (Philosophie), Reinhard Selten (Sozial- u. Wirtschaftswissenschaften)
2001: Gerard Batliner (Rechtswissenschaften), Josef Neuner (Theologie)
2003: Herbert Mang (Technische Wissenschaften), Philip Stehle (Naturwissenschaften)
2005: Helmut Koziol (Rechtswissenschaften), Georg Sporschill (Theologie)
2006: Robert W. Grubbström (Sozial- u. Wirtschaftswissenschaften), Helmut Schwarz (Naturwissenschaften)
2007: Maria Illiescu (Philosophie), Vaclav Klaus (Sozial- u. Wirtschaftswissenschaften), Frei Otto (Technische Wissenschaften), Peter Georg Julius Pulzer (Philosophie)
2008: Ernst Glasersfeld (Philosophie), Benno M. Nigg (Naturwissenschaften)
2009: Christian Bartenbach (Technische Wissenschaften), Zdeněk Herman (Naturwissenschaften)
2010: José Casanova (Theologie), Albert Eschenmoser (Naturwissenschaften), Bruno Messerli (Naturwissenschaften)

### 2011–2020
2011: Bruno S. Frey (Sozial- u. Wirtschaftswissenschaften), Bruno Simma (Rechtswissenschaften)
2012: Bruno Buchberger (Naturwissenschaften), Michael Kenneally (Philosophie)
2013: Christian Körner (Naturwissenschaften), Lew P. Pitajewski (Naturwissenschaften)
2014: Carl Djerassi (Naturwissenschaften), Olof Echt (Naturwissenschaften), Luis Gutheinz (Theologie)
2015: Georg Grabherr (Naturwissenschaften), Ágnes Heller (Philosophie), Frederike Mayröcker (Philosophie), Jean-Pierre Merlet (Technische Wissenschaften)
2016: Norbert W. Bischofberger (Naturwissenschaften), H. Craig Melchert (Philosophie), Marjorie Perloff (Philosophie)
2017: Victor Meyer Lidz (Sozial- u. Wirtschaftswissenschaften)
2018: Francesco Gianturco (Naturwissenschaften)
2019: Helmut Rauch (Naturwissenschaften)

### 2021–2030
2021: Alfred Doppler (Philosophie), Ingeborg J. Hochmair-Desoyer (Naturwissenschaften), Christoph Schär (Naturwissenschaften)
2023: Anton Zeilinger (Naturwissenschaften)
2024: R. Lawrence Edwards (Naturwissenschaften), Helmut Fend (Philosophie)